# Список астероїдів (157701—157800)
| Назва                      | Тимчасове позначення | Дата відкриття   | Місце відкриття           | Відкривач                                              |
| -------------------------- | -------------------- | ---------------- | ------------------------- | ------------------------------------------------------ |
| (157701) 2006 AD21         | 2006 AD21            | 5 січня 2006     | Каталінський огляд        | Каталінський огляд                                     |
| (157702) 2006 AZ21         | 2006 AZ21            | 5 січня 2006     | Каталінський огляд        | Каталінський огляд                                     |
| (157703) 2006 AW27         | 2006 AW27            | 5 січня 2006     | Каталінський огляд        | Каталінський огляд                                     |
| (157704) 2006 AL29         | 2006 AL29            | 2 січня 2006     | Каталінський огляд        | Каталінський огляд                                     |
| (157705) 2006 AS35         | 2006 AS35            | 4 січня 2006     | Обсерваторія Маунт-Леммон | Обсерваторія Маунт-Леммон                              |
| (157706) 2006 AD51         | 2006 AD51            | 5 січня 2006     | Обсерваторія Кітт-Пік     | Spacewatch                                             |
| (157707) 2006 AM51         | 2006 AM51            | 5 січня 2006     | Обсерваторія Кітт-Пік     | Spacewatch                                             |
| (157708) 2006 AO56         | 2006 AO56            | 7 січня 2006     | Обсерваторія Маунт-Леммон | Обсерваторія Маунт-Леммон                              |
| (157709) 2006 AA57         | 2006 AA57            | 7 січня 2006     | Обсерваторія Маунт-Леммон | Обсерваторія Маунт-Леммон                              |
| (157710) 2006 AR68         | 2006 AR68            | 5 січня 2006     | Обсерваторія Маунт-Леммон | Обсерваторія Маунт-Леммон                              |
| (157711) 2006 AU68         | 2006 AU68            | 5 січня 2006     | Обсерваторія Маунт-Леммон | Обсерваторія Маунт-Леммон                              |
| (157712) 2006 AX70         | 2006 AX70            | 6 січня 2006     | Обсерваторія Кітт-Пік     | Spacewatch                                             |
| (157713) 2006 AO71         | 2006 AO71            | 6 січня 2006     | Обсерваторія Маунт-Леммон | Обсерваторія Маунт-Леммон                              |
| (157714) 2006 AO74         | 2006 AO74            | 6 січня 2006     | Станція Андерсон-Меса     | LONEOS                                                 |
| (157715) 2006 AW79         | 2006 AW79            | 6 січня 2006     | Станція Андерсон-Меса     | LONEOS                                                 |
| (157716) 2006 AK81         | 2006 AK81            | 5 січня 2006     | Сокорро (Нью-Мексико)     | LINEAR                                                 |
| (157717) 2006 AV83         | 2006 AV83            | 5 січня 2006     | Сокорро (Нью-Мексико)     | LINEAR                                                 |
| (157718) 2006 AF97         | 2006 AF97            | 5 січня 2006     | Сокорро (Нью-Мексико)     | LINEAR                                                 |
| (157719) 2006 BY16         | 2006 BY16            | 22 січня 2006    | Станція Андерсон-Меса     | LONEOS                                                 |
| (157720) 2006 BD20         | 2006 BD20            | 22 січня 2006    | Станція Андерсон-Меса     | LONEOS                                                 |
| (157721) 2006 BS26         | 2006 BS26            | 24 січня 2006    | Обсерваторія Піскештето   | К. Сарнецкі                                            |
| (157722) 2006 BR30         | 2006 BR30            | 20 січня 2006    | Обсерваторія Кітт-Пік     | Spacewatch                                             |
| (157723) 2006 BA31         | 2006 BA31            | 20 січня 2006    | Обсерваторія Кітт-Пік     | Spacewatch                                             |
| (157724) 2006 BK48         | 2006 BK48            | 25 січня 2006    | Обсерваторія Кітт-Пік     | Spacewatch                                             |
| (157725) 2006 BL50         | 2006 BL50            | 25 січня 2006    | Обсерваторія Кітт-Пік     | Spacewatch                                             |
| (157726) 2006 BH51         | 2006 BH51            | 25 січня 2006    | Обсерваторія Кітт-Пік     | Spacewatch                                             |
| (157727) 2006 BZ63         | 2006 BZ63            | 22 січня 2006    | Обсерваторія Маунт-Леммон | Обсерваторія Маунт-Леммон                              |
| (157728) 2006 BX77         | 2006 BX77            | 23 січня 2006    | Обсерваторія Маунт-Леммон | Обсерваторія Маунт-Леммон                              |
| (157729) 2006 BV85         | 2006 BV85            | 25 січня 2006    | Каталінський огляд        | Каталінський огляд                                     |
| (157730) 2006 BS88         | 2006 BS88            | 25 січня 2006    | Обсерваторія Кітт-Пік     | Spacewatch                                             |
| (157731) 2006 BW105        | 2006 BW105           | 25 січня 2006    | Обсерваторія Кітт-Пік     | Spacewatch                                             |
| (157732) 2006 BB138        | 2006 BB138           | 28 січня 2006    | Обсерваторія Маунт-Леммон | Обсерваторія Маунт-Леммон                              |
| (157733) 2006 BJ148        | 2006 BJ148           | 19 січня 2006    | Каталінський огляд        | Каталінський огляд                                     |
| (157734) 2006 BQ149        | 2006 BQ149           | 24 січня 2006    | Станція Андерсон-Меса     | LONEOS                                                 |
| (157735) 2006 BP151        | 2006 BP151           | 25 січня 2006    | Обсерваторія Кітт-Пік     | Spacewatch                                             |
| (157736) 2006 BB155        | 2006 BB155           | 25 січня 2006    | Обсерваторія Кітт-Пік     | Spacewatch                                             |
| (157737) 2006 BX161        | 2006 BX161           | 26 січня 2006    | Станція Андерсон-Меса     | LONEOS                                                 |
| (157738) 2006 BJ183        | 2006 BJ183           | 27 січня 2006    | Сокорро (Нью-Мексико)     | LINEAR                                                 |
| (157739) 2006 BG189        | 2006 BG189           | 28 січня 2006    | Обсерваторія Кітт-Пік     | Spacewatch                                             |
| (157740) 2006 BP199        | 2006 BP199           | 30 січня 2006    | Обсерваторія Кітт-Пік     | Spacewatch                                             |
| (157741) 2006 BE202        | 2006 BE202           | 31 січня 2006    | Обсерваторія Кітт-Пік     | Spacewatch                                             |
| (157742) 2006 BX214        | 2006 BX214           | 24 січня 2006    | Сокорро (Нью-Мексико)     | LINEAR                                                 |
| (157743) 2006 BW219        | 2006 BW219           | 30 січня 2006    | Обсерваторія Кітт-Пік     | Spacewatch                                             |
| (157744) 2006 BX237        | 2006 BX237           | 31 січня 2006    | Обсерваторія Кітт-Пік     | Spacewatch                                             |
| (157745) 2006 BF249        | 2006 BF249           | 31 січня 2006    | Обсерваторія Кітт-Пік     | Spacewatch                                             |
| (157746) 2006 BX270        | 2006 BX270           | 26 січня 2006    | Каталінський огляд        | Каталінський огляд                                     |
| 157747 Мандрика (Mandryka) | 2006 CS9             | 2 лютого 2006    | Обсерваторія Тенаґра      | Жан-Клод Мерлен                                        |
| (157748) 2006 CP18         | 2006 CP18            | 1 лютого 2006    | Обсерваторія Маунт-Леммон | Обсерваторія Маунт-Леммон                              |
| (157749) 2006 CC31         | 2006 CC31            | 2 лютого 2006    | Обсерваторія Кітт-Пік     | Spacewatch                                             |
| (157750) 2006 CF44         | 2006 CF44            | 3 лютого 2006    | Обсерваторія Кітт-Пік     | Spacewatch                                             |
| (157751) 2006 CE51         | 2006 CE51            | 4 лютого 2006    | Обсерваторія Кітт-Пік     | Spacewatch                                             |
| (157752) 2006 CS53         | 2006 CS53            | 4 лютого 2006    | Каталінський огляд        | Каталінський огляд                                     |
| (157753) 2006 DG3          | 2006 DG3             | 20 лютого 2006   | Обсерваторія Кітт-Пік     | Spacewatch                                             |
| (157754) 2006 DP51         | 2006 DP51            | 24 лютого 2006   | Обсерваторія Кітт-Пік     | Spacewatch                                             |
| (157755) 2006 DC100        | 2006 DC100           | 25 лютого 2006   | Обсерваторія Маунт-Леммон | Обсерваторія Маунт-Леммон                              |
| (157756) 2006 EE25         | 2006 EE25            | 3 березня 2006   | Обсерваторія Кітт-Пік     | Spacewatch                                             |
| (157757) 2006 EF47         | 2006 EF47            | 4 березня 2006   | Обсерваторія Кітт-Пік     | Spacewatch                                             |
| (157758) 2007 AU25         | 2007 AU25            | 15 січня 2007    | Станція Андерсон-Меса     | LONEOS                                                 |
| (157759) 2007 DO20         | 2007 DO20            | 17 лютого 2007   | Обсерваторія Кітт-Пік     | Spacewatch                                             |
| (157760) 2007 DD35         | 2007 DD35            | 17 лютого 2007   | Обсерваторія Кітт-Пік     | Spacewatch                                             |
| (157761) 2007 DA37         | 2007 DA37            | 17 лютого 2007   | Обсерваторія Кітт-Пік     | Spacewatch                                             |
| (157762) 2007 DD37         | 2007 DD37            | 17 лютого 2007   | Обсерваторія Кітт-Пік     | Spacewatch                                             |
| (157763) 2007 DU37         | 2007 DU37            | 17 лютого 2007   | Обсерваторія Кітт-Пік     | Spacewatch                                             |
| (157764) 2007 DV47         | 2007 DV47            | 21 лютого 2007   | Обсерваторія Маунт-Леммон | Обсерваторія Маунт-Леммон                              |
| (157765) 2007 DM58         | 2007 DM58            | 21 лютого 2007   | Обсерваторія Кітт-Пік     | Spacewatch                                             |
| (157766) 2007 DF97         | 2007 DF97            | 23 лютого 2007   | Каталінський огляд        | Каталінський огляд                                     |
| (157767) 2007 DG99         | 2007 DG99            | 25 лютого 2007   | Обсерваторія Маунт-Леммон | Обсерваторія Маунт-Леммон                              |
| (157768) 2007 DQ101        | 2007 DQ101           | 23 лютого 2007   | Обсерваторія Маунт-Леммон | Обсерваторія Маунт-Леммон                              |
| (157769) 2007 EB43         | 2007 EB43            | 9 березня 2007   | Обсерваторія Кітт-Пік     | Spacewatch                                             |
| (157770) 2007 EO57         | 2007 EO57            | 9 березня 2007   | Обсерваторія Кітт-Пік     | Spacewatch                                             |
| (157771) 2007 EV127        | 2007 EV127           | 9 березня 2007   | Обсерваторія Маунт-Леммон | Обсерваторія Маунт-Леммон                              |
| (157772) 2007 EK130        | 2007 EK130           | 9 березня 2007   | Обсерваторія Маунт-Леммон | Обсерваторія Маунт-Леммон                              |
| (157773) 2007 EW135        | 2007 EW135           | 10 березня 2007  | Обсерваторія Маунт-Леммон | Обсерваторія Маунт-Леммон                              |
| (157774) 2007 FF           | 2007 FF              | 16 березня 2007  | Обсерваторія Маунт-Леммон | Обсерваторія Маунт-Леммон                              |
| (157775) 2007 FZ1          | 2007 FZ1             | 16 березня 2007  | Каталінський огляд        | Каталінський огляд                                     |
| (157776) 2770 P-L          | 2770 P-L             | 24 вересня 1960  | Паломарська обсерваторія  | К. Й. ван Гаутен, І. ван Гаутен-Ґроневельд, Т. Герельс |
| (157777) 6239 P-L          | 6239 P-L             | 24 вересня 1960  | Паломарська обсерваторія  | К. Й. ван Гаутен, І. ван Гаутен-Ґроневельд, Т. Герельс |
| (157778) 6812 P-L          | 6812 P-L             | 24 вересня 1960  | Паломарська обсерваторія  | К. Й. ван Гаутен, І. ван Гаутен-Ґроневельд, Т. Герельс |
| (157779) 7582 P-L          | 7582 P-L             | 17 жовтня 1960   | Паломарська обсерваторія  | К. Й. ван Гаутен, І. ван Гаутен-Ґроневельд, Т. Герельс |
| (157780) 7620 P-L          | 7620 P-L             | 17 жовтня 1960   | Паломарська обсерваторія  | К. Й. ван Гаутен, І. ван Гаутен-Ґроневельд, Т. Герельс |
| (157781) 3077 T-2          | 3077 T-2             | 30 вересня 1973  | Паломарська обсерваторія  | К. Й. ван Гаутен, І. ван Гаутен-Ґроневельд, Т. Герельс |
| (157782) 3296 T-2          | 3296 T-2             | 30 вересня 1973  | Паломарська обсерваторія  | К. Й. ван Гаутен, І. ван Гаутен-Ґроневельд, Т. Герельс |
| (157783) 2124 T-3          | 2124 T-3             | 16 жовтня 1977   | Паломарська обсерваторія  | К. Й. ван Гаутен, І. ван Гаутен-Ґроневельд, Т. Герельс |
| (157784) 3458 T-3          | 3458 T-3             | 16 жовтня 1977   | Паломарська обсерваторія  | К. Й. ван Гаутен, І. ван Гаутен-Ґроневельд, Т. Герельс |
| (157785) 4233 T-3          | 4233 T-3             | 16 жовтня 1977   | Паломарська обсерваторія  | К. Й. ван Гаутен, І. ван Гаутен-Ґроневельд, Т. Герельс |
| (157786) 4345 T-3          | 4345 T-3             | 16 жовтня 1977   | Паломарська обсерваторія  | К. Й. ван Гаутен, І. ван Гаутен-Ґроневельд, Т. Герельс |
| (157787) 4443 T-3          | 4443 T-3             | 16 жовтня 1977   | Паломарська обсерваторія  | К. Й. ван Гаутен, І. ван Гаутен-Ґроневельд, Т. Герельс |
| (157788) 5020 T-3          | 5020 T-3             | 16 жовтня 1977   | Паломарська обсерваторія  | К. Й. ван Гаутен, І. ван Гаутен-Ґроневельд, Т. Герельс |
| (157789) 1991 RK28         | 1991 RK28            | 8 вересня 1991   | Обсерваторія Кітт-Пік     | Spacewatch                                             |
| (157790) 1991 VP8          | 1991 VP8             | 4 листопада 1991 | Обсерваторія Кітт-Пік     | Spacewatch                                             |
| (157791) 1992 SK3          | 1992 SK3             | 24 вересня 1992  | Обсерваторія Кітт-Пік     | Spacewatch                                             |
| (157792) 1993 FT10         | 1993 FT10            | 19 березня 1993  | Обсерваторія Ла-Сілья     | UESAC                                                  |
| (157793) 1994 EZ5          | 1994 EZ5             | 9 березня 1994   | Коссоль                   | Ерік Вальтер Ельст                                     |
| (157794) 1994 PP14         | 1994 PP14            | 10 серпня 1994   | Обсерваторія Ла-Сілья     | Ерік Вальтер Ельст                                     |
| (157795) 1995 CE3          | 1995 CE3             | 1 лютого 1995    | Обсерваторія Кітт-Пік     | Spacewatch                                             |
| (157796) 1995 FW4          | 1995 FW4             | 23 березня 1995  | Обсерваторія Кітт-Пік     | Spacewatch                                             |
| (157797) 1995 ON12         | 1995 ON12            | 30 липня 1995    | Обсерваторія Кітт-Пік     | Spacewatch                                             |
| (157798) 1995 OZ12         | 1995 OZ12            | 22 липня 1995    | Обсерваторія Кітт-Пік     | Spacewatch                                             |
| (157799) 1995 SE13         | 1995 SE13            | 18 вересня 1995  | Обсерваторія Кітт-Пік     | Spacewatch                                             |
| (157800) 1995 SS18         | 1995 SS18            | 18 вересня 1995  | Обсерваторія Кітт-Пік     | Spacewatch                                             |